# Andrew Blake (scientifique)
Pour les articles homonymes, voir Andrew Blake et Blake.
Andrew Blake, né le 12 mars 1956, est un mathématicien et informaticien britannique, pionnier en vision par ordinateur.

## Études
Blake étudie au Trinity College de Cambridge à partir de 1974 et obtient en 1977 un bachelor of Arts en mathématiques et sciences électriques. Il passe une année sur une bourse Kennedy (en) au Massachusetts Institute of Technology et deux années dans l'industrie électronique de défense (groupe d'optique électrique chez Ferranti à Edimbourg), puis prépare un Ph.D. à l'université d'Édimbourg qu'il obtient en 1984, thèse supervisée par Donald Michie.

## Carrière
Jusqu'en 1987, Blake travaille au département d'informatique de l'université d'Edimbourg, en tant que Royal Society University Research Fellow (en) et Lecturer en informatique. De 1987 à 1999, il fait partie du corps enseignant du département des sciences d'ingénieur à l'université d'Oxford, où il Fellow du collège Exeter puis professeur en 1996 ; en 1998-1999 il est un Royal Society Senior Research Fellow.
En 1999 il entre à Microsoft Research à Cambridge comme chercheur sénior ; il y fonde le groupe de vision par ordinateur. En 2002 il devient Principal Research Scientist, en 2008 il devient directeur général délégué du laboratoire, avant d'en devenir directeur en 2010 et « Microsoft Distinguished Scientist ».
Depuis 2015, Blake est le premier directeur de l'Institut Alan Turing (en),. Il est professeur honoraire à l'Université de Cambridge,,.

## Honneurs et distinctions
Blake est élu fellow de la Royal Academy of Engineering (FREng) en 1998, fellow de la Royal Society en 2005 et fellow de l'Institute of Electrical and Electronics Engineers en 2008.
En 2006, la Royal Academy of Engineering décerne à Blake sa médaille en argent. Il reçoit deux fois le prix de la conférence européenne en vision par ordinateur, avec R. Cipolla en 1992 et avec M. Isard en 1996, et il obtient en 2001 le prix David Marr de l'IEEE avec Kentaro Toyama (en) pour leur article « Probabilistic Tracking with Exemplars in a Metric Space ». En 2007, il reçoit la médaille Mountbatten (en) de l'Institution of Engineering and Technology (en) (IET). En 2009 il se voit décerner le Computer Vision Significant Researcher Award de l'IEEE. En 2010 Blake est élu au conseil de la Royal Society. En 2011, lui et ses collègues de Microsoft Research reçoivent la médaille MacRobert en or de la Royal Academy of Engineering pour leur contribution aux algorithmes l'apprentissage automatique dans le cadre du projet Microsoft Kinect de saisie de mouvements humains. En 2012, il est élu au conseil de l' Engineering and Physical Sciences Research Council (en) et la même année il est fait docteur honoraire en sciences de l'université d'Édimbourg. En 2013 il est fait docteur honoraire en ingénierie de l'université de Sheffield En 2014, Blake est invité à délivrer la conférence Gibbs au Joint Mathematics Meetings,. En 2016, il reçoit la médaille Lovelace.

## Ouvrages
- avec Andrew Zisserman, Visual Reconstruction, MIT Press, 1987,
- avec Alan Yuille, Active Vision, MIT Press, 1992,
- avec Michael Isard, Active Contours, Springer-Verlag, 1998,
- éditeur, avec Pushmeet Kohli et Carsten Rother, Markov Random Fields for Vision and Image Processing, MIT Press 2011.